# Migennes
Migennes là một xã trong tỉnh Yonne, thuộc vùng hành chính Bourgogne của nước Pháp, có dân số là 8165 người (thời điểm 1999). Xã nằm cạnh sông Armançon, cách thủ phủ Auxerre khoảng 23 km.

## Hành chính
| Danh sách các thị trưởng               |                  |                   |      |              |
| Giai đoạn                              | Giai đoạn        | Tên               | Đảng | Tư cách      |
| tháng 3 năm 1977                       | tháng 3 năm 1999 | Guy Lavrat        | PCF  | Nhà giáo dục |
| tháng 3 năm 1999                       | tháng 3 năm 2001 | François Meyroune | PCF  | Giáo viên    |
| tháng 3 năm 2001                       | mars 2008        | François Boucher  | UMP  |              |
| mars 2008                              | mars 2014        | François Meyroune | PCF  | Giáo viên    |
| Tất cả các dữ liệu trước đây không rõ. |                  |                   |      |              |

## Thông tin nhân khẩu
| 1793 | 1800 | 1806 | 1821 | 1831 | 1836 | 1841 | 1846 | 1851 |
| ---- | ---- | ---- | ---- | ---- | ---- | ---- | ---- | ---- |
| 261  | 249  | 258  | 296  | 306  | 355  | 429  | 570  | 719  |

| 1856 | 1861 | 1866 | 1872 | 1876 | 1881 | 1886 | 1891 | 1896 |
| ---- | ---- | ---- | ---- | ---- | ---- | ---- | ---- | ---- |
| 686  | 720  | 711  | 785  | 775  | 1288 | 1598 | 1808 | 1895 |

| 1901 | 1906 | 1911 | 1921 | 1926 | 1931 | 1936 | 1946 | 1954 |
| ---- | ---- | ---- | ---- | ---- | ---- | ---- | ---- | ---- |
| 2211 | 2473 | 2936 | 3670 | 4594 | 4994 | 5416 | 5530 | 5226 |

| 1962                                         | 1968 | 1975 | 1982 | 1990 | 1999 | 2007 | - | - |
| -------------------------------------------- | ---- | ---- | ---- | ---- | ---- | ---- | - | - |
| 6352                                         | 7645 | 8315 | 8145 | 8235 | 8165 | 7373 | - | - |
| Số liệu kể từ 1962 : dân số không tính trùng |      |      |      |      |      |      |   |   |

## Các thành phố kết nghĩa
- Simmern/Hunsrück, Đức,